# Neosho Rapids, Kansas
Neosho Rapids là một thành phố thuộc quận Lyon, tiểu bang Kansas, Hoa Kỳ. Năm 2010, dân số của xã này là 265 người.

## Dân số
Dân số các năm:
- Năm 2000: 274 người
- Năm 2010: 265 người